# Au bruit des clochettes
Pour plus de détails, voir Fiche technique et Distribution.
Au bruit des clochettes est un court métrage de Chabname Zariab produit en 2015 et sorti en 2016. Ce film de production française de 26 minutes a été diffusé sur la chaîne Arte, le 12 février 2016. Il a été nommé aux César du meilleur court-métrage en 2017. Il a été tourné pour des raisons de sécurité en Tunisie.

## Synopsis
En Afghanistan, la pratique du batcha bezi continue de perdurer. Les batchas sont de jeunes garçons enlevés ou achetés pour leur beauté par des maîtres puissants afin de chanter et danser habillés en filles au cours de spectacles offerts à leurs affidés, des clochettes aux chevilles, maquillés et les ongles vernis. Ces maîtres sont souvent des commandants talibans, ou des fonctionnaires aisés, et, en échange de leur protection, ils contraignent ces garçons à vivre et à coucher avec eux. Au bruit des clochettes raconte l'histoire de l’un de ces jeunes batchas, Saman, qui bientôt âgé de seize ans doit initier son successeur, Bijane, à la danse, car Saman est devenu trop âgé pour satisfaire son maître, le riche Farroukhzad. D'abord jaloux et inquiet de perdre sa place, Saman va finalement apprendre à Bijane à danser dans la tradition du batcha bezi et à mimer l'amour des femmes.

## Autour du film
Chabname Zariab a été inspirée par le documentaire du journaliste afghan Najibullah Quraishi, intitulé La Danse des garçons afghans, sorti en 2010. Ce film a été projeté par la Royal Society of Arts le 29 mars 2010 et à la télévision française en 2010. La réalisatrice a été particulièrement choquée de cette pratique ancestrale et barbare où la victime - isolée - finit par aimer son maître. Elle a voulu aussi montrer l'impression de « liberté » du batcha au moment où il exécute ses danses et prend de l'emprise sur les invités de son maître.

## Fiche technique
- Réalisation et scénario : Chabname Zariab
- Production Déléguée : Judith Lou Lévy (Les Films du Bal), avec la collaboration d'Arte France
- Exportation / Vente internationale : L'Agence du court métrage
- Production Étrangère : Godolphin Films S.A.[8]
- Imageː Éric Devin
- Son : Aymen Toumi, Juliette Heintz, Olivier Guillaume
- Montage : Guillaume Saignol
- Musique : Mir Maftoon, Faiz Karezi
- Décors : Fatma Madani

## Distribution
- Shafiq Kohi : Saman
- Arya Voussoughi : Bijane
- Farhad Faghigh Habibi : Farroukhzad
- Sayed Ahmad Ashin : l'homme à la 4x4
- Rami Knani : le second homme à la 4x4
- Sami Knani : le vendeur ambulant[8]
- Rafik Akili : le junkie drogué

## Distinctions
Ce film a été présenté aux festivals suivants :
- Prix de la meilleure première œuvre de fiction, Festival international du court métrage de Clermont-Ferrand, 2016
- Festival international du film de Leeds, 2016
- Prix du meilleur scénario et mention spéciale du jury jeunes, Festival Tous Courts d'Aix-en-Provence, 2016[12]
- France-Odéon Festival de cinéma français de Florence, 2016
- Festival international du court-métrage d'Uppsala, 2016
- Festival du court-métrage méditerranéen de Tanger, 2016
- Festival du court-métrage de Sapporo en 2016
- Prix hors catégorie, Festival international du film d'Odense, 2016[13]
- Prix de la meilleure fiction, Festival du film de Tampere, 2016
- Prix d'excellence, TISFF d'Athènes, 2016
- Festival international du court-métrage de Prague, 2017[8].